# Rathbunaria orientalis
Rathbunaria orientalis is een krabbensoort uit de familie van de Planopilumnidae. De wetenschappelijke naam van de soort is voor het eerst geldig gepubliceerd in 1933 door Balss.